# Cutler Bay
Cutler Bay és una població dels Estats Units a l'estat de Florida. Segons el cens del 2000 tenia 24.781 habitants.

## Demografia
Segons el cens del 2000, Cutler Bay tenia 24.781 habitants, 8.396 habitatges, i 6.322 famílies. La densitat de població era de 2.014,3 habitants per km².
Dels 8.396 habitatges en un 40,8% hi vivien nens de menys de 18 anys, en un 53,6% hi vivien parelles casades, en un 16,4% dones solteres, i en un 24,7% no eren unitats familiars. En el 19,9% dels habitatges hi vivien persones soles el 9,8% de les quals corresponia a persones de 65 anys o més que vivien soles. El nombre mitjà de persones vivint en cada habitatge era de 2,91 i el nombre mitjà de persones que vivien en cada família era de 3,35.
Per edats la població es repartia de la següent manera: un 29,1% tenia menys de 18 anys, un 7,9% entre 18 i 24, un 31,6% entre 25 i 44, un 20,2% de 45 a 60 i un 11,2% 65 anys o més.
L'edat mediana era de 34 anys. Per cada 100 dones de 18 o més anys hi havia 86,9 homes.
La renda mediana per habitatge era de 45.917 $ i la renda mediana per família de 50.956 $. Els homes tenien una renda mediana de 34.940 $ mentre que les dones 27.565 $. La renda per capita de la població era de 18.559 $. Entorn del 9,2% de les famílies i l'11,5% de la població estaven per davall del llindar de pobresa.

## Poblacions més properes
El següent diagrama mostra les poblacions més properes.